# Tripogon narayanae
Tripogon narayanae är en gräsart som beskrevs av Sreek., V.J.Nair och N.Chandrasekharan Nair. Tripogon narayanae ingår i släktet Tripogon och familjen gräs. Inga underarter finns listade i Catalogue of Life.